# La Pobla de Mafumet
La Pobla de Mafumet est une commune de la province de Tarragone, en Catalogne, en Espagne, de la comarque de Tarragonès.

## Géographie
Commune située au nord-est de Tarragone